# Pseudozarba obsoleta
Pseudozarba obsoleta là một loài bướm đêm trong họ Noctuidae.